# Мещеряков, Владимир Николаевич (политик)
Мещеряков Владимир Николаевич (11 (23) апреля 1885 года, деревня Рассказово Тамбовской губернии — 1946 год, Москва) — советский государственный деятель. Член РСДРП с 1905 года.

## Биография
Родился в 1885 году в деревне Рассказово Тамбовской губернии 
в семье смотрителя больницы города Тамбова. Окончил Тамбовское реальное училище, затем учился на механическом отделении Петербургского политехнического института. В 1905 году вступил в Российскую социал-демократическую рабочую партию.
В сентябре 1908 года, после ареста и заключения осуждён к административной высылке на 3 года и 4 месяца. Ссылку отбывал в Манзурской волости Верхоленского уезда Иркутской губернии. В 1912 году бежал из ссылки, а годом позже эмигрировал во Францию.
После Февральской революции вернулся в Россию и вскоре был избран членом Рождественского районного Совета и был назначен ответственным организатором Рождественского райкома Петрограда. В июле стал председателем Союза грузчиков Выборгского района Петрограда. Тогда же стал ответственным организатором Выборгского районного комитета РСДРП(б).
В 1918 году — секретарь и член коллегии Народного комиссариата земледелия РСФСР, а годом позже стал народным комиссаром земледелия Украинской ССР.
С марта 1919 года по март 1920 года — член ЦК КП(б) Украины. До августа 1919 года — член Политбюро ЦК КП(б) Украины, начальник крестьянской секции политуправления 12-й армии, а в ноябре того же года стал председателем Новгородского губернского комитета РКП(б).
С мая 1920 по январь 1921 года — председатель Тамбовского губернского комитета РКП(б), в 1921 году — заместитель председателя исполнительного комитета Тамбовского губернского Совета. С ноября того же по июнь 1922 года — ответственный секретарь Симбирского губернского комитета РКП(б).
С 1922 года по 1928 год — член ВЦИК VI созыва, заместитель председателя Главного управления политического просвещения народного комиссариата просвещения РСФСР, с 1925 года председатель Главполитпросвета. Также в 1922 году становится членом коллегии Народного комиссариата просвещения РСФСР. С 1925 года — член Центральной Контрольной Комиссии ВКП(б).
В 1928—1930 годах заместитель заведующего отделом по работе в деревне ЦК ВКП(б).
В 1930 году — в полномочном представительстве СССР во Франции.
В 1931—1936 годах 1-й секретарь полпредства СССР в Норвегии.
С 1936 года работал в аппарате ЦК ВКП(б).
Умер в 1946 году в Москве, похоронен на Новодевичьем кладбище.